# Prostitución en Nicaragua

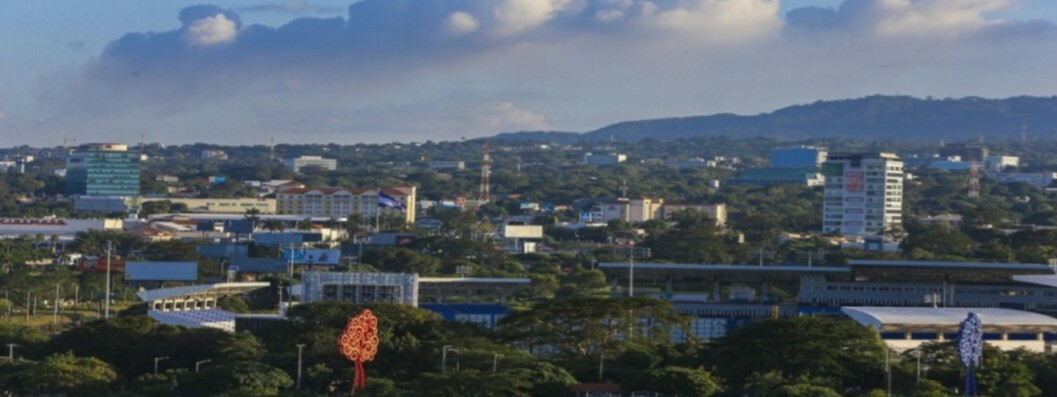
Panorámica de Managua, capital del país y ciudad que alberga la mayor parte de la actividad sexual del país.

La prostitución en Nicaragua es legal; pero la promoción de la prostitución y el proxenetismo están prohibidos. La edad mínima para ejercer la prostitución es de 18 años. En 2015 se estimó que había alrededor de 15 000 prostitutas en el país. La prostitución es común en Managua. Las prostitutas trabajan en las calles, en clubes nocturnos y bares, o en salones de masajes, y son conocidas localmente como "zorras".

## Historia
Entre 1880 y 1927 el país no tuvo leyes sobre la prostitución. Las prostitutas, proxenetas y madamas eran acusadas de vagabundeo. La actividad sexual se legalizó y reguló a partir de abril de 1927. Las prostitutas tenían que registrarse y someterse a un control sanitario semanal. Las que no cumplían eran multadas por la policía o, a partir de 1933, por la Guardia Nacional.
En agosto de 1955 se aprobó una ley que prohibía la promoción de la prostitución. Para entonces, la Guardia Nacional había tomado el control de la prostitución en el país. Las únicas personas encarceladas por controlar la prostitución eran las que no pagaban los sobornos requeridos.
A partir de los años 1960, el imperio empresarial del presidente Somoza se trasladó a la prostitución y a las casas de juego. La Guardia Nacional (de la que Somoza era jefe), a través de los sobornos, garantizó el florecimiento de estos establecimientos. Tras la destitución de Somoza en 1979 por el Frente Sandinista de Liberación Nacional (FSLN), una de sus primeras acciones fue la destrucción y quema de "un gran número de burdeles, bares y casas de juego". El FSLN ya había defendido la eliminación de la prostitución en su manifiesto de 1969, pero nunca se llevó a la práctica.

## Facilidades judiciales
Nicaragua se convirtió en el primer país en formar a trabajadoras sexuales para que fueran representantes oficiales del gobierno y del sistema judicial. En un programa piloto, 16 trabajadoras sexuales recibieron formación como "Facilitadoras judiciales". Esto llevó a que se formara a otras 60 trabajadoras sexuales. El objetivo final es formar al menos a seis trabajadoras sexuales en cada municipio.
El plan fue organizado por la Asociación de Trabajadoras Sexuales Girasoles y forma parte de una iniciativa más amplia que ha formado a 4 300 facilitadoras en el país. El sistema judicial nicaragüense avala el plan. El vicepresidente Marvin Aguilar afirmó: "Somos el único país del mundo que trata a las trabajadoras sexuales como 'facilitadoras judiciales'. El único país del mundo que no intenta detenerlas, donde la actividad no está penalizada".
Los facilitadores judiciales tienen las siguientes tareas:
- Ayuda a los jueces locales en los procedimientos.
- Difusión de leyes y reglamentos cívico-jurídicos entre la población.
- Asesoramiento y acompañamiento a la población en procedimientos judiciales y administrativos.
- Realización de mediaciones en los casos que la Ley lo permite.
- Remisión a las autoridades correspondientes los casos que no son de su competencia.

## VIH
Con sólo el 0,2 % de la población adulta estimada seropositiva, Nicaragua tiene una de las tasas de prevalencia del VIH más bajas de Centroamérica. El VIH se detectó por primera vez en Nicaragua en 1987, después de que se hubieran registrado epidemias concentradas en otras naciones centroamericanas. Es probable que el inicio de la epidemia se retrasara debido a los diez años de guerra civil en Nicaragua y al bloqueo económico liderado por Estados Unidos, que dejaron al país aislado durante varios años. El relativo control del comercio sexual, las bajas tasas de infección entre los consumidores de drogas inyectables y la prohibición de la venta comercial de sangre también ralentizaron la transmisión del VIH.
Un estudio realizado en septiembre de 2005 por ONUSIDA sobre el VIH entre los profesionales del sexo demostró una prevalencia de solo el 0,2 % en ese grupo, que había aumentado hasta el 2,6 % en 2016.

## Prostitución infantil
La prostitución infantil está muy extendida, especialmente en Managua, las ciudades portuarias, a lo largo de las fronteras con Honduras y Costa Rica, y cerca de las carreteras.
La ley permite que los menores de 14 años o más ejerzan la prostitución. Según Casa Alianza, entre 1 200 y 1 500 niñas y jóvenes trabajan en los burdeles de Managua, y casi la mitad son menores de 18 años. Cada noche, cientos de adolescentes se alinean en el corredor comercial de la carretera de Masaya, en la zona sur de la capital. Los niños de la calle se dedican a la prostitución, a menudo para mantener su adicción a las drogas.
Nicaragua es destino de turistas sexuales infantiles procedentes de Estados Unidos, Canadá y Europa Occidental. La ley impone una pena de cinco a siete años de cárcel a los condenados por turismo sexual.

## Tráfico sexual
Nicaragua es principalmente un país de origen y tránsito de mujeres y niños sometidos al tráfico sexual. Las mujeres y los niños nicaragüenses son objeto de trata sexual dentro del país y en otras zonas centroamericanas, México y Estados Unidos. Muchas víctimas son reclutadas en zonas rurales o regiones fronterizas con falsas promesas de empleos bien remunerados en centros urbanos y lugares turísticos, donde son sometidas al tráfico sexual. Los familiares de las víctimas suelen ser cómplices de su explotación y, según los informes, los traficantes han incrementado la actividad de captación en las redes sociales. Las mujeres y los niños nicaragüenses son víctimas de la trata con fines sexuales en la RAAN y la RAAS, donde la falta de instituciones policiales sólidas y un mayor índice de delincuencia aumentan la vulnerabilidad de la población local.
Según los informes, los nicaragüenses de los departamentos del Norte y Centro que emigran a otros países centroamericanos y a Europa son vulnerables al tráfico sexual. Durante el periodo del informe, se informó de que los nicaragüenses se encontraban entre las principales nacionalidades de las víctimas identificadas en Guatemala. 
Además, los niños que estos migrantes dejan en Nicaragua son vulnerables al tráfico sexual.
La Oficina de Vigilancia y Lucha contra la Trata de Personas del Departamento de Estado de los Estados Unidos clasificó en 2018 a Nicaragua como país de "nivel 2"; no obstante un lustro después dicha clasificación la relegó a "nivel 3".